# 7489 Oribe
7489 Oribe è un asteroide della fascia principale. Scoperto nel 1995, presenta un'orbita caratterizzata da un semiasse maggiore pari a 2,7967048 UA e da un'eccentricità di 0,2762875, inclinata di 17,03176° rispetto all'eclittica. L'asteroide è dedicato all'astronomo giapponese Takaaki Oribe.